# Séverine (zangeres)
Séverine, geboren als Josiane Grizeau (Parijs, 10 oktober 1948), is een Franse zangeres.

## Carrière
In 1971 werd Séverine gevraagd om namens Monaco deel te nemen aan het Eurovisiesongfestival. Dat zij zelf nog nooit in Monaco was geweest, werd niet als een belemmering gezien. Met het liedje Un banc, un arbre, une rue eindigde ze in Dublin op de eerste plaats en schonk Monaco hiermee de eerste (en tot op heden enige) songfestivaloverwinning. Ze nam het lied onder andere titels ook op in het Engels (Chance in time), het Duits (Mach die Augen zu) en het Italiaans (Il posto). Het werd een hit in diverse Europese landen en bereikte de vijftiende plaats in de Nederlandse Top 40 en de dertiende plaats in de Daverende 30.
Séverine slaagde er hierna niet in een grote internationale carrière uit te bouwen. Ze had alleen nog succes in Frankrijk en (vooral) Duitsland. In 1973 scoorde ze in Duitsland een hit met Jetzt geht die Party richtig los. Ze deed vervolgens twee keer een poging om namens Duitsland naar het Eurovisiesongfestival te gaan, door in 1975 en 1982 deel te nemen aan de Duitse preselecties. Ze werd echter beide keren niet gekozen.